# Cacharo
Cácharo is een Spaans historisch merk van motorfietsen.
De bedrijfsnaam was: Talleres Cácharo, Carretera de Barcelona 27, Fábrica nacional de motocicletas y cyclecars.
De Cácharo was een Spaanse motorfiets die in 1919 geproduceerd werd. Hij had een 750cc-tweecilinder motor en riemaandrijving.